# عبدالله عایش
عبدالله عایش (انگلیسی: Abdullah Aiesh؛ زادهٔ ۶ مهٔ ۱۹۹۲) یک ورزشکار است.